# 维拉斯佩乔萨
维拉斯佩乔萨（義大利語：Villaspeciosa），是意大利撒丁大区南撒丁省的一个市镇。总面积27.35平方公里，人口2302人，人口密度84.2人/平方公里（2009年）。ISTAT代码为092102。